# Showroom of Compassion
Albums de Cake
B-Sides and Rarities
(2007) Live from the Crystal Palace
(2014)
Showroom of Compassion est le septième album studio du groupe américain Cake.

## Liste des pistes
1. Federal Funding (McCrea, McCurdy, Nelson) — (3:50)
2. Long Time (McCrea) — (4:36)
3. Got to Move (McCrea) — (3:40)
4. What's Now Is Now (Gaudio) — (3:37)
5. Mustache Man (Wasted) (McCrea, McCurdy, Nelson) — (4:04)
6. Teenage Pregnancy (McCrea) — (2:41)
7. Sick of You (McCrea, McCurdy) — (3:13)
8. Easy to Crash (McCrea) — (4:08)
9. Bound Away (McCrea, McCurdy) — (3:25)
10. The Winter (McCrea) — (4:06)
11. Italian Guy (McCrea) — (3:10)

## Classements hebdomadaires
| Classement (2011)               | Meilleure place |
| ------------------------------- | --------------- |
| Canada (Canadian Albums Chart)  | 15              |
| États-Unis (Billboard 200)      | 1               |
| États-Unis (Independent Albums) | 1               |
| États-Unis (Top Alternative)    | 1               |
| États-Unis (Top Rock Albums)    | 1               |